# Alatskivi
Alatskivi är en ort i Estland. Den ligger i Alatskivi kommun och landskapet Tartumaa, i den sydöstra delen av landet, 170 km sydost om huvudstaden Tallinn. Alatskivi ligger 48 meter över havet och antalet invånare är 430.
Terrängen runt Alatskivi är platt, och sluttar brant österut. Runt Alatskivi är det glesbefolkat, med 11 invånare per kvadratkilometer. Närmaste större samhälle är Kallaste, 7,4 km norr om Alatskivi. Omgivningarna runt Alatskivi är en mosaik av jordbruksmark och naturlig växtlighet.